# Гендролис, Антанас
Антанас Юозас Гендролис (лит. Antanas Juozas Gendrolis; род. 14 мая 1926, Taučeliai, Литва) — советский и литовский фармаколог. Доктор наук, профессор (1990).
В 1968—1988 годах директор Каунасского завода эндокринных препаратов. Заслуженный медицинский работник Литвы (2016). Лауреат премии Совета министров СССР (1987).

## Биография
Родился в фермерской семье в Taučeliai Юрбаркского района Таурагского уезда Литвы.
В 1950 году окончил Каунасскую медицинскую школу (Kauno medicinos mokykla), где учился с 1947 года. В 1959 году окончил 1-й Московский мединститут, где учился с 1954 года в Московском фармацевтическом институте (в 1958 г. объединён с 1-м МГМУ).
В 1968-88 годах директор Каунасского завода эндокринных препаратов, где до того главный инженер.
В 1988-92 гг. зав. кафедрой технологии лекарств и общественной фармации Каунасского медуниверситета, а в 1992—2003 гг. профессор кафедры фармации.
В 1991-96 гг. председатель комиссии фармацевтической сертификации министра здравоохранения Литвы.
В 1995—2003 гг. председатель Государственной фармакопеи.
В 1974 году защитил кандидатскую диссертацию по фармацевтическим наукам, а в 1987 году защитил докторскую диссертацию по фармации.
Почетный член Литовского общества апитерапии и Литовского союза фармацевтики.
Почётный работник здравоохранения Литвы (1976). Заслуженный медицинский работник Литвы (2016).
Автор более 250 публикаций, в том числе монографии «Глазные лекарственные формы в фармации» (М., 1988). Автор ряда книг по апитерапии, в частности «Medus žmogaus sveikatai» («Мед для здоровья человека», 2011), «Propolis» (2010). Имеет 25 изобретений. Разработал 40 новых лекарственных препаратов.
Жена, две дочери, внуки, правнуки.